# Olympische Geschichte Gambias
| Gelbes Symbol für Goldmedaillen mit stilisierten Olympischen Ringen | Graues Symbol für Silbermedaillen mit stilisierten Olympischen Ringen | Braundes Symbol für Bronzemedaillen mit stilisierten Olympischen Ringen |
| ------------------------------------------------------------------- | --------------------------------------------------------------------- | ----------------------------------------------------------------------- |
| —                                                                   | —                                                                     | —                                                                       |

Dachverband der olympischen Bewegung Gambias ist das Gambia National Olympic Committee (GNOC). Das GNOC wurde 1972 gegründet und vier Jahre später vom Internationalen Olympischen Komitee (IOC) anerkannt.

## Geschichte
Die olympische Bewegung Gambias formierte sich zu Beginn der 1970er Jahre. Auf Betreiben von Mahtarr A. Sarr wurde 1972 die „National Olympic and Commonwealth Games Association“ gegründet. Ziel war es, eine Delegation von Sportlern zu den XX. Olympischen Sommerspielen nach München zu entsenden. Der Verband wurde jedoch nicht vom IOC anerkannt, da er eine der Grundbedingungen, die Lenkung von mindestens fünf olympischen Sportarten, nicht erfüllte.
Neue Impulse erhielt das Vorhaben im Vorfeld der XXI. Olympischen Sommerspiele 1976. Nach der Gründung eines nationalen Basketballverbandes (GBF) und eines Volleyballverbandes (GVBA) 1972, eines Handballverbandes 1975 und eines Ringerverbandes 1976 war die Grundvoraussetzung des IOC für eine Aufnahme erfüllt. Unter Omar B.A. Sey, dem neuen Präsidenten des Gambia National Olympic Committee wurde ein zweiter Antrag zur Aufnahme in die olympische Familie gestellt. Nach der vorläufigen Anerkennung gab das IOC dem Antrag während seiner 78. Session in Montreal statt.

## Teilnahmen
Zum ersten Mal reisten gambische Sportler 1976 zu Olympischen Sommerspielen. Als Protest gegen die Teilnahme der neuseeländischen Mannschaft, dessen Rugby-Union-Nationalmannschaft mit einer umstrittenen Tour kurz vor den Spielen den internationalen Sportbann gegen Südafrika gebrochen hatte, entschlossen sich die afrikanischen Länder, die Spiele von Montreal zu boykottieren. Gambia schloss sich diesem Boykott an und die fünf Sportler und zwei Funktionäre reisten wieder aus dem olympischen Dorf ab. Vier Jahre später lehnte das GNOC die Einladung zu den Olympischen Sommerspielen in Moskau ab und schloss sich damit dem Boykott der meisten westlichen Staaten an.
So kam es erst 1984 bei den Sommerspielen in Los Angeles zur Olympiapremiere des Landes. Seither nahm das Land an allen Sommerspielen teil. Zu Olympischen Winterspielen wurde bislang noch kein gambischer Sportler entsandt. In Los Angeles bestand die gambische Mannschaft nur aus Leichtathleten. Der erste Olympionike Gambias waren am 3. August 1984 die 100-Meter-Läufer Bakary Jarju und Sheikh Omar Fye sowie der 800-Meter-Läufer Peter Ceesay, dessen Zwillingsbruder Paul über 1500 Meter an den Start ging. Am 4. August 1984 ging mit der 100-Meter-Sprinterin Jabou Jawo auch erstmals eine gambische Sportlerin an den Start.
In Seoul 1988 gingen zum ersten Mal gambische Ringer auf die Matte. Der Sprinter Dawda Jallow konnte sich als erster Gambier für eine weitere Runde, hier das Viertelfinale über 400 Meter, qualifizieren. Jallow, der auch 1992 in Barcelona und 1996 in Atlanta teilnahm, wurde damit zum bislang erfolgreichsten gambischen Olympiateilnehmer. 2008 in Peking nahm mit dem Mittelgewichtler Badou Jack erstmals ein Boxer für Gambia teil. Jack konnte für Gambia starten, weil sein Vater gebürtiger Gambier war. Zusätzlich zur gambischen besitzt Jack auch die schwedische Staatsbürgerschaft. Als Schwede wurde er 2015 Supermittelgewichtsweltmeister des WBC.
In Rio de Janeiro 2016 nahmen erstmals ein Judoka und ein Schwimmer für Gambia teil. Mit  Alasan Ann nahm in Paris 2024 erstmals ein Taekwondoin aus Gambia teil.

## IOC-Mitglied
Von 2006 bis 2020 war Beatrice Allen, die Vizepräsidentin des Gambia National Olympic Committee, Mitglied des IOC.

## Übersicht der Teilnehmer

### Sommerspiele
| Jahr      | Athleten           | Athleten           | Athleten           | Sportarten         | Sportarten         | Sportarten         | Sportarten         | Sportarten         | Sportarten         | Medaillen          | Medaillen          | Medaillen          | Medaillen          | Medaillen          |
| Jahr      | Gesamt             |                    |                    |                    |                    |                    |                    |                    |                    |                    |                    |                    | Medaillen – Gesamt | Rang               |
| --------- | ------------------ | ------------------ | ------------------ | ------------------ | ------------------ | ------------------ | ------------------ | ------------------ | ------------------ | ------------------ | ------------------ | ------------------ | ------------------ | ------------------ |
| 1896–1980 | nicht teilgenommen | nicht teilgenommen | nicht teilgenommen | nicht teilgenommen | nicht teilgenommen | nicht teilgenommen | nicht teilgenommen | nicht teilgenommen | nicht teilgenommen | nicht teilgenommen | nicht teilgenommen | nicht teilgenommen | nicht teilgenommen | nicht teilgenommen |
| 1984      | 10                 | 6                  | 4                  |                    |                    | 10                 |                    |                    |                    |                    |                    |                    |                    |                    |
| 1988      | 6                  | 5                  | 1                  |                    |                    | 3                  | 3                  |                    |                    |                    |                    |                    |                    |                    |
| 1992      | 5                  | 5                  | 0                  |                    |                    | 5                  |                    |                    |                    |                    |                    |                    |                    |                    |
| 1996      | 9                  | 8                  | 1                  |                    |                    | 9                  |                    |                    |                    |                    |                    |                    |                    |                    |
| 2000      | 2                  | 1                  | 1                  |                    |                    | 2                  |                    |                    |                    |                    |                    |                    |                    |                    |
| 2004      | 2                  | 1                  | 1                  |                    |                    | 2                  |                    |                    |                    |                    |                    |                    |                    |                    |
| 2008      | 3                  | 2                  | 1                  | 1                  |                    | 2                  |                    |                    |                    |                    |                    |                    |                    |                    |
| 2012      | 2                  | 1                  | 1                  |                    |                    | 2                  |                    |                    |                    |                    |                    |                    |                    |                    |
| 2016      | 4                  | 3                  | 1                  |                    | 1                  | 2                  |                    | 1                  |                    |                    |                    |                    |                    |                    |
| 2020      | 4                  | 3                  | 1                  |                    | 1                  | 2                  |                    | 1                  |                    |                    |                    |                    |                    |                    |
| 2024      | 7                  | 4                  | 3                  |                    | 1                  | 3                  |                    | 2                  | 1                  |                    |                    |                    |                    |                    |
| Gesamt    | Gesamt             | Gesamt             | Gesamt             | Gesamt             | Gesamt             | Gesamt             | Gesamt             | Gesamt             | Gesamt             | 0                  | 0                  | 0                  | 0                  |                    |

### Winterspiele
| Jahr      | Athleten           | Athleten           | Athleten           | Sportarten         | Medaillen          | Medaillen          | Medaillen          | Medaillen          | Medaillen          |
| Jahr      | Gesamt             |                    |                    | Sportarten         |                    |                    |                    | Medaillen – Gesamt | Rang               |
| --------- | ------------------ | ------------------ | ------------------ | ------------------ | ------------------ | ------------------ | ------------------ | ------------------ | ------------------ |
| 1924–2022 | nicht teilgenommen | nicht teilgenommen | nicht teilgenommen | nicht teilgenommen | nicht teilgenommen | nicht teilgenommen | nicht teilgenommen | nicht teilgenommen | nicht teilgenommen |
| Gesamt    | Gesamt             | Gesamt             | Gesamt             | Gesamt             | 0                  | 0                  | 0                  | 0                  | -                  |

## Liste der Medaillengewinner

### Goldmedaillen
Bislang (Stand August 2024) keine Goldmedaillen

### Silbermedaillen
Bislang (Stand August 2024) keine Silbermedaillen

### Bronzemedaillen
Bislang (Stand August 2024) keine Bronzemedaillen